# Völcsej
Völcsej is een plaats (község) en gemeente in het Hongaarse comitaat Győr-Moson-Sopron, gelegen in het district Sopron. Völcsej telt 371 inwoners (2015).

## Afbeeldingen

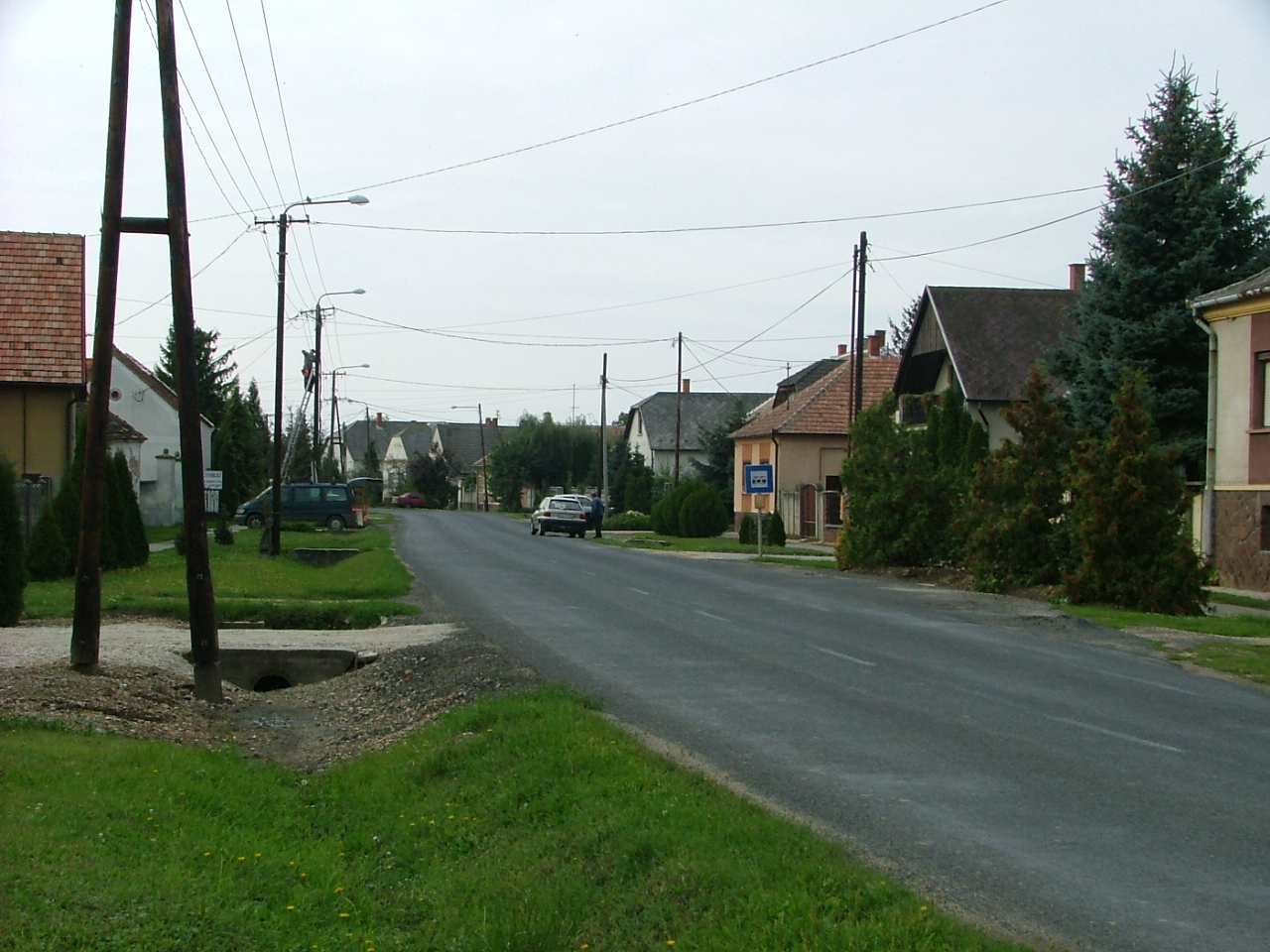
Main Street (Fő utca)